# Roller derby

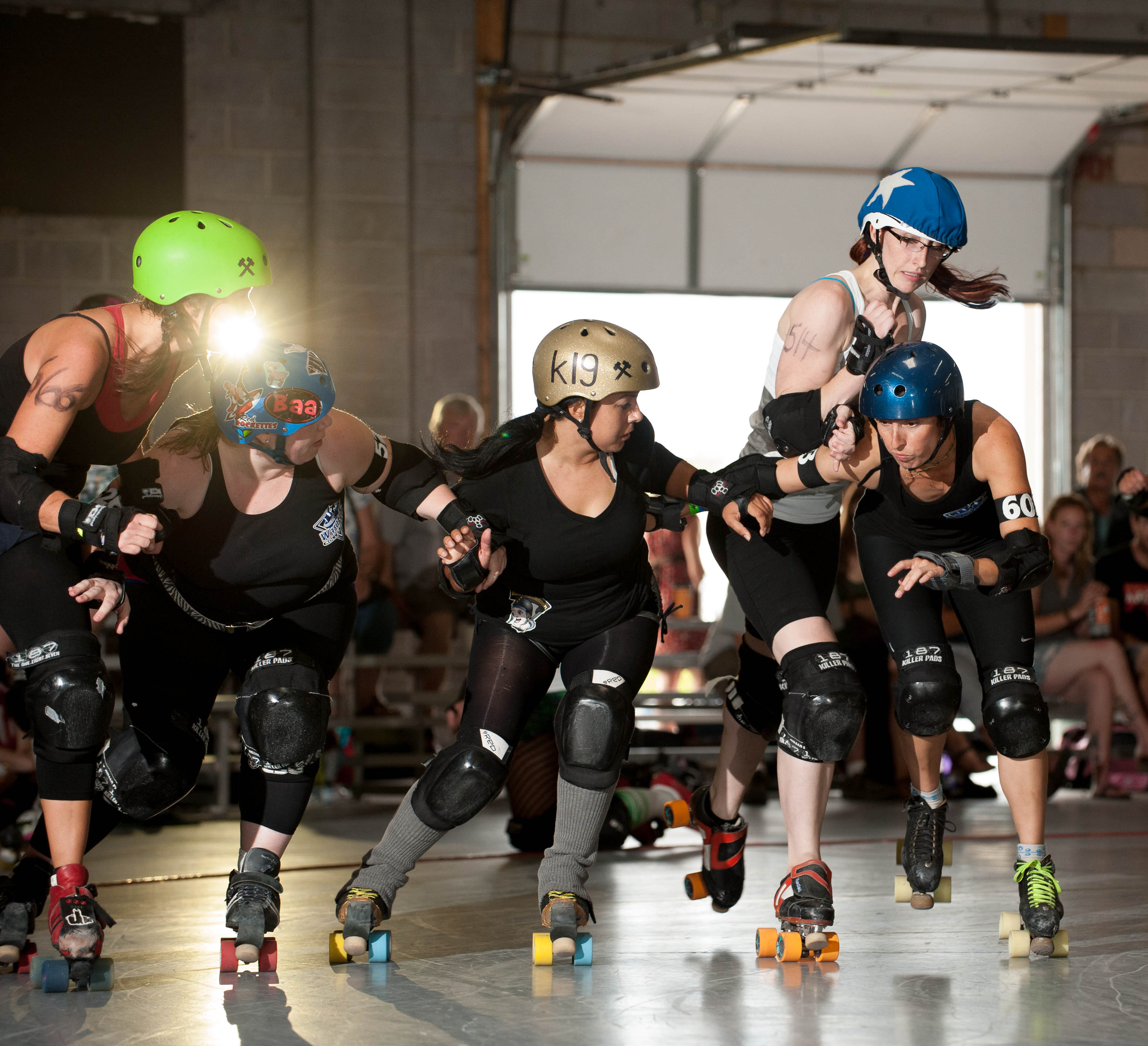
Rozgrywka roller derby

Roller derby – drużynowy sport wrotkarski, rozgrywany na owalnym torze. Każda drużyna ma czternastu graczy, spośród których tylko pięciu jest wybieranych do danego wyścigu (ang. jam) trwającego dwie minuty. Wśród tych pięciu graczy jeden jest ścigaczem (ang. jammer) i jako jedyny może zdobywać dla swojej drużyny punkty poprzez wyprzedzanie (i dublowanie) przeciwników. Pozostali czterej gracze są obrońcami (ang. blocker). Ich zadanie polega na powstrzymaniu przeciwnego ścigacza lub pomocy swojemu ścigaczowi.
Współczesne roller derby wyrosło z maratonów wrotkarskich organizowanych w latach 30. XX wieku na pochyłym torze. Od początku XXI w. roller derby  jest uprawiane głównie przez kobiety w sekcjach amatorskich na płaskim torze (np. w halach sportowych o odpowiednio dużej powierzchni). Wiele drużyn kieruje się zasadą „do it yourself”, czyli samodzielnie organizuje sport, treningi, mecze i turnieje.

## Zasady gry
Choć istnieje kilka różnych wariacji gry w roller derby, najpopularniejszym zestawem reguł jest ten opracowany przez federację Women's Flat Track Derby Association (WFTDA). Szacuje się, że ok. 95% wszystkich meczów w 2010 roku zostało rozegranych według zasad federacji WFTDA. Poniższy opis opiera się na zasadach WFTDA.

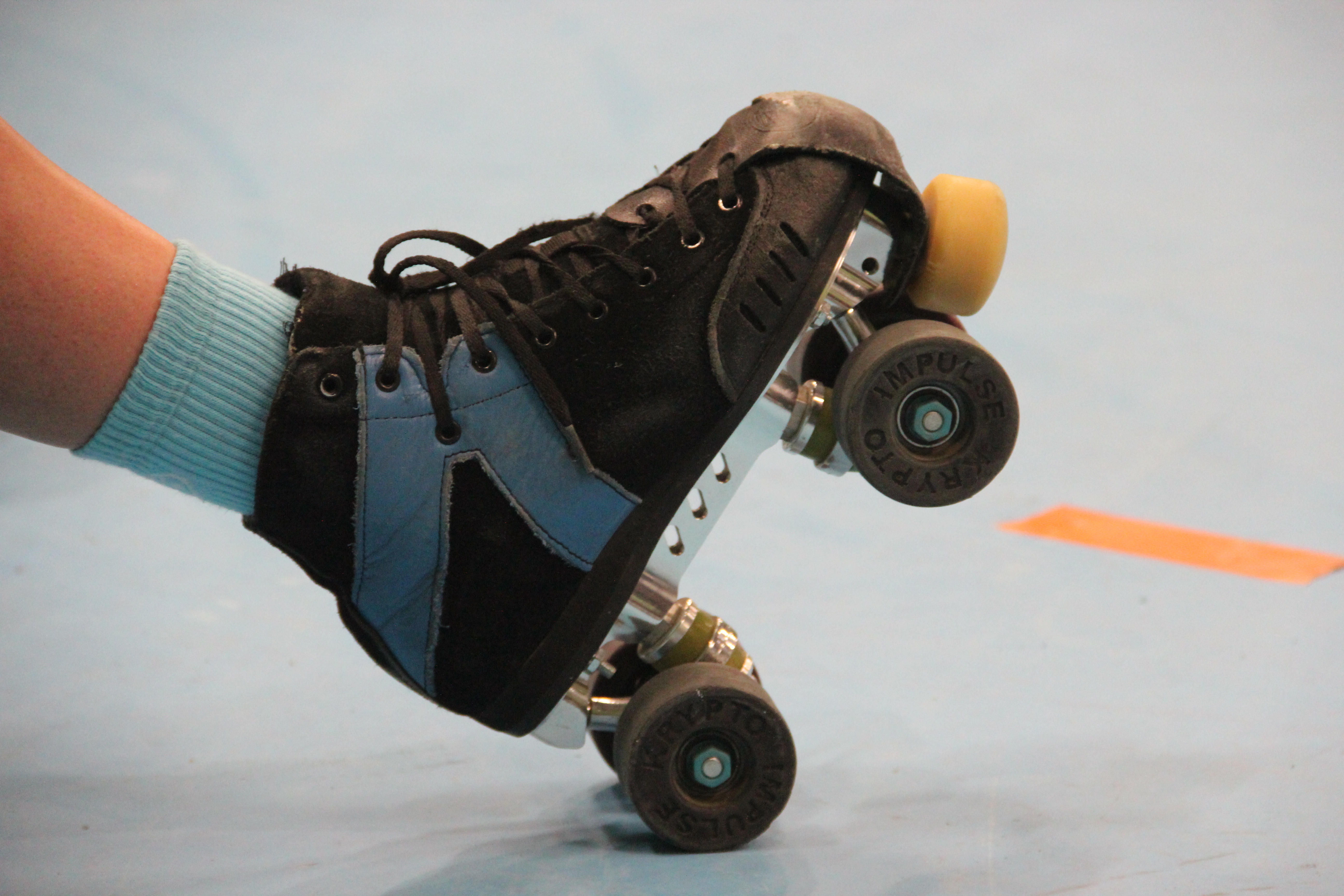
Model wrotek używanych w roller derby

Roller derby jest rozgrywane przez dwie, 14-osobowe drużyny wrotkarzy na owalnym torze. Godzinny mecz jest podzielony na dwuminutowe wyścigi i 30-sekundowe przerwy między nimi. Do każdego wyścigu drużyna może wystawić pięciu zawodników – czterech obrońców i jednego ścigacza. Ścigacz nosi na kasku czepek z gwiazdą po obu stronach. 
Na torze oznaczony jest obszar startowy dla obrońców. Ścigacze ustawiają się poza nim. W momencie rozpoczęcia wyścigu (pojedynczy, długi gwizd sędziego) obrońcy ruszają w średnim tempie, natomiast ścigacze starają się rozwinąć jak najszybsze tempo. Ścigacze zdobywają dla swojej drużyny punkty poprzez wyprzedzenie (i dublowanie) przeciwników. Gra odbywa się w kierunku przeciwnym do ruchu wskazówek zegara. 
Wszyscy zawodnicy mogą tułowiem i udami blokować przeciwników, jeżeli znajdują się w obszarze watahy (ang. pack). Wataha to największa grupa obrońców z obu drużyn znajdujących się nie dalej niż 3 metry od siebie. Zwykle inicjatorami kontaktu fizycznego są obrońcy a ofiarami – ścigacze. Większość strategii przewiduje, że część obrońców ma funkcję atakującą i toruje drogę swojemu ścigaczowi. 
Do fauli należą m.in. kontakt między zawodnikami poniżej kolana lub powyżej ramion, wyprzedzanie przeciwników poza torem. Faule karane są 30-sekundowym pobytem zawodnika na ławce karnej. W tym czasie drużyna nie może uzupełnić graczy i musi grać w trzech, dwóch a nawet (rzadko) z jednym zawodnikiem na torze.

## Parametry toru

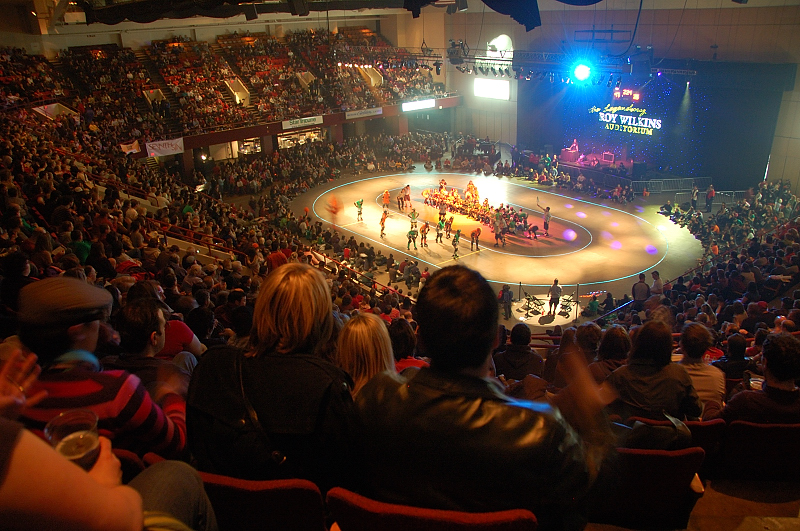
Efektownie oświetlony płaski tor roller derby w St. Paul, Minnesota, USA

Roller derby rozgrywane jest na płaskim torze o  kształcie przybliżonym do owalu:
- długość linii wewnętrznej: 45,3 m (148' 6")
- długość linii zewnętrznej: 72,1 m (236' 6")

Wokół linii zewnętrznej zwyczajowo doliczany jest pas bezpieczeństwa o szerokości do 3 m. Oznacza to, że standardowy tor do roller derby zajmuje powierzchnię: 30 x 20 m = 600 m². 
Nawierzchnia winna być gładka i umożliwiać jazdę na wrotkach bez poślizgów. 
Choć roller derby jest sportem typowo halowym, mecze i treningi mogą się odbywać również na świeżym powietrzu, jeżeli warunki atmosferyczne na to pozwalają.

## Sędziowie

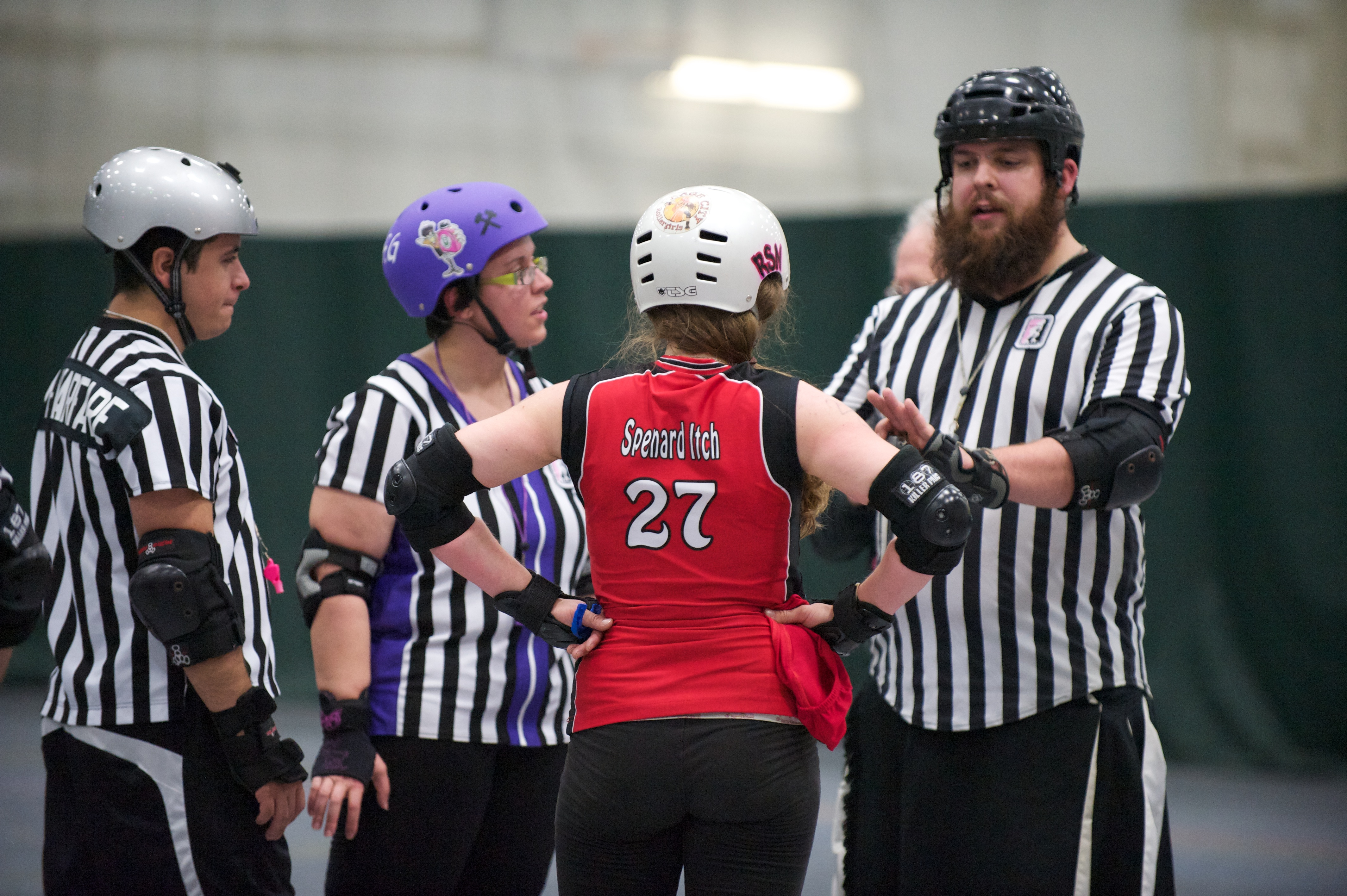
Dyskusja sędziów z zawodniczką roller derby

Zasady federacji WFTDA przewidują, że mecz może się odbyć tylko w obecności od trzech do siedmiu sędziów na wrotkach (ang. skating officials) oraz kilkunastu asystentów sędziowskich (ang. non-skating officials).
Sędziowie towarzyszą zawodnikom wewnątrz i na zewnątrz toru. Istnieją następujące pozycje sędziów na wrotkach:
- Sędzia główny – jest odpowiedzialny za przebieg całego meczu i jest ostatnią instacją we wszystkich decyzjach dotyczących kar. Tylko on (ona) może usunąć zawodnika z gry. Jednocześnie jest sędzią watahy wewnątrz toru.
- Sędzia watahy – jest odpowiedzialny za rozpoznawanie fauli obrońców.
- Sędzia ścigacza – jest odpowiedzialny za rozpoznawanie fauli ścigaczy.

Do funkcji asystentów sędziowskich należą: zliczanie punktów, zliczanie kar, mierzenie czasu gry (meczu, wyścigów, przerw), mierzenie czasu na ławce karnej, spisywanie zawodników z każdego wyścigu, obsługa tablicy wyników. WFTDA nie podaje wymaganej liczby asystentów, ponieważ część funkcji może być wykonywana jednocześnie przez jednego lub wielu asystentów. 

## Sprzęt

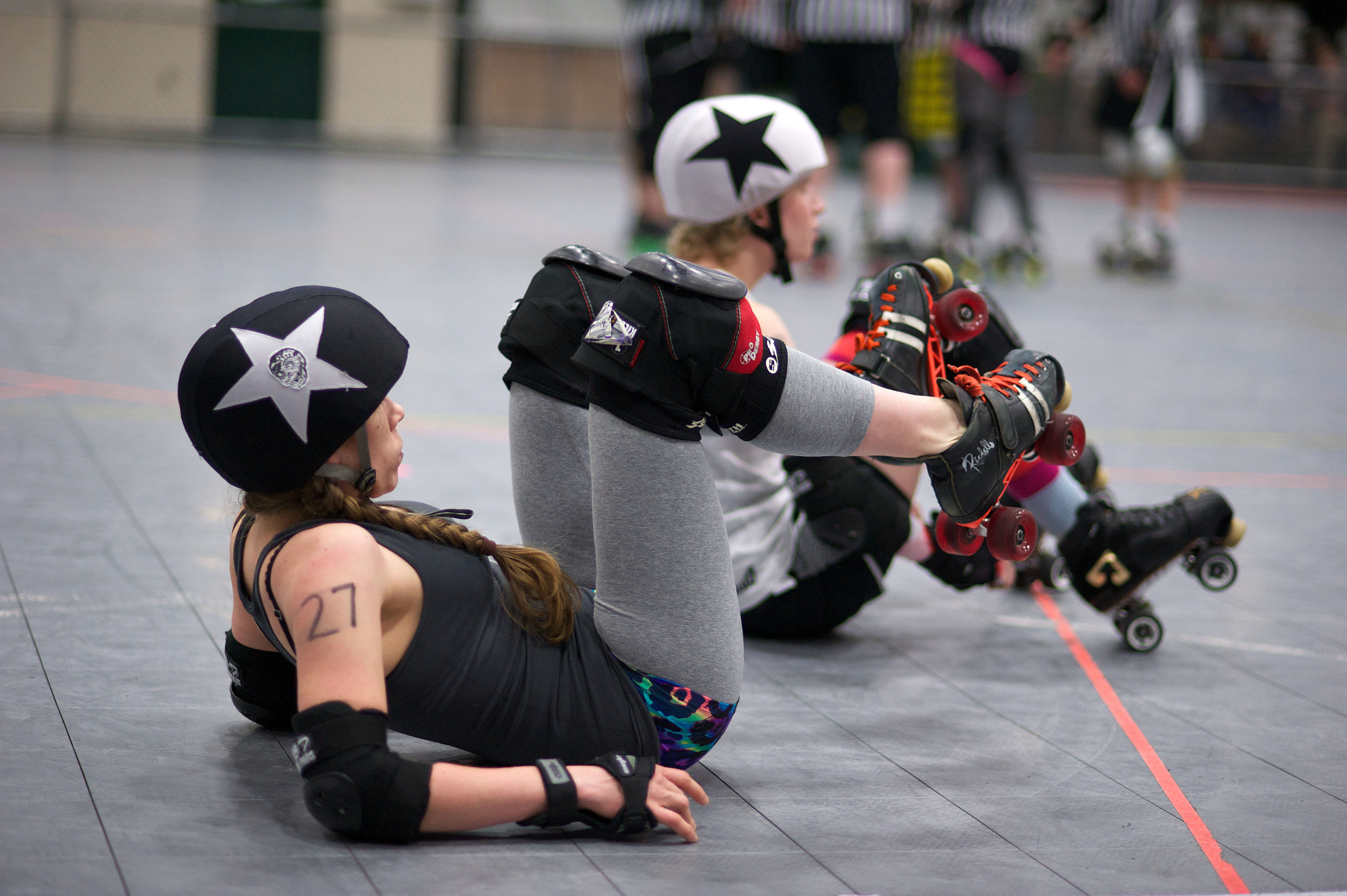
Zawodniczka w pełnym sprzęcie ochronnym

Zawodnicy roller derby jeżdżą na wrotkach sportowych bez obcasa. Zależnie od nawierzchni i techniki jazdy gracza dobierane są kółka o następujących parametrach:
- twardość: 78A - 101A (według skali twardości Shore'a)
- średnica: 59 mm - 65 mm
- szerokość: 30 mm - 44 mm

Poliuretanowe odlewy są osadzane na metalowych, nylonowych lub hybrydowych felgach. 
Wewnątrz felg osadzone są łożyska kulkowe o budowie w pełni metalowej lub hybrydowej. Łożyska są dostosowane do osi ośmio- lub siedmiomilimetrowych.
Obowiązkowym sprzętem ochronnym zawodników roller derby są: ochraniacze na kolana, łokcie i nadgarstki, kask i ochraniacz zębów. Kask nie może mieć zabudowanej twarzy. 
Dozwolone, choć nieobowiązkowe, są miękkie ochraniacze na uda, żebra i obojczyki. Zawodnicy mogą również nosić sportowe nagolenniki.

## Strategie i taktyki
Roller derby jest dyscypliną sportu, w którym drużyna atakuje i broni się jednocześnie. Ta specyfika determinuje wiele strategii. Zależnie od siły przeciwnika dobierane są mniej lub bardziej ofensywne taktyki. 
- Ściana – podstawowa formacja składająca się z minimum dwóch obrońców. Wrotkarze ustawiają się obok siebie, starając się zatrzymać przeciwnika[12]. Drużyna grająca w pełni defensywnie może przeznaczyć wszystkich czterech obrońców do budowy ściany.
- Łapanie ofiary – taktyka ofensywna mająca za zadanie przesunięcie watahy do tyłu i umożliwienie ucieczki własnemu ścigaczowi znajdującemu się na czele[13]. Przebieg: zawodnicy drużyny A wybierają zawodnika z drużyny B („ofiarę”), którego otaczają, zwalniają i nie pozwalają uciec.
- Zabijanie czasu – zamiast jak najszybciej okrążać tor ścigacz drużyny A może zdecydować się na blokowanie ścigacza drużyny B. W czasie tej defensywnej taktyki żadna drużyna nie zdobywa punktów, natomiast drużyna A zabija czas obrońców siedzących na ławce karnej.

## Roller derby w kinie i TV
- 1977, „Kochaj albo rzuć” – w ostatniej części kinowej trylogii „Sami swoi” bohaterzy udają się do USA, gdzie odnajdują bratanicę Pawlaka – Shirley, która w jednej scenie jest ukazana jako zawodniczka roller derby[14]
- 2005, „CSI: Kryminalne zagadki Nowego Jorku” – w odcinku „Jamalot” (sezon 2, odcinek 10) detektywi prowadzą dochodzenia w sprawie zawodniczki roller derby[15]
- 2008, „Świry” – w odcinku „Talk Derby to Me” (sezon 3, odcinek 7) bohaterka próbuje rozwiązać szereg kradzieży związanych z lokalną drużyną roller derby[16]
- 2009, „Dziewczyna z marzeniami” – w reżyserskim debiucie Drew Barrymore główna bohaterka dołącza do drużyny roller derby, gdzie poznaje nowe koleżanki, które odmieniają jej monotonne życie[17]
- 2011, „CSI: Kryminalne zagadki Miami” – w odcinku „Wheels Up” (sezon 9, odcinek 12) detektywi stają przed zagadką zabójstwa zawodniczki roller derby[18]
- 2013, „Kości” – w odcinku „The Doll in the Derby” (sezon 8, odcinek 14) detektywi próbują odnaleźć zabójcę zawodniczki roller derby[19]

## Roller derby w Polsce
Obecnie w Polsce działa 11 drużyn roller derby, 9 żeńskich i 1 męska i 1 koedukacyjna:
- W Poznaniu: Bad to the Bone Roller Derby Poznań, Poznań Roller Rangers, które w 2018 roku połączyły swoje siły jako Bad Rangers Poznań Roller Derby League
- W Warszawie: Warsaw Hellcats Roller Girls, Worst Warsaw Derby Team
- We Wrocławiu: Vratislavia MadChix Roller Squad, Breslau Rebels Roller Derby, Breslau Avengers Roller Derby
- W Szczecinie: Sailor Roller Derby Girls
- W Trójmieście: 3City Piranhas Roller Derby, Chrome Sirens Roller Derby
- W Krakowie: Smokin' Wheels Kraków Roller Derby
- Na Śląsku i w Zagłębiu: Silesia Hexes Roller Derby Team
- Polish Eagles - Team Poland Men`s Derby